# (5836) 1993 MF
(5836) 1993 MF est un astéroïde Amor et aréocroiseur. Il fut découvert par Eleanor Francis Helin et  Kenneth J. Lawrence à l'observatoire Palomar le 22 juin 1993.